# 服部さやか
服部 さやか（はっとり さやか、1991年12月25日 - ）は、日本のタレント。吉本興業福岡支社所属。女性アイドルグループ「LinQ」の創設メンバー。

## 来歴
福岡県福岡市出身。九州産業大学付属九州高等学校卒業後、福岡県粕屋町の歯科医院に歯科助手として就職。
2011年在職中「ジョブ・ネット」主催のアイドル・芸能オーディションに合格し女性アイドルグループ「LinQ」の創設メンバーとして活動開始。同期にはKBCラジオ『PAO～N』木曜メンバーの深瀬智聖と同じくKBCラジオ『アサデス。ラジオ』木曜メンバーの原直子（トキヲイキル）がいる。
2012年2月11日家庭の事情により同グループを卒業。同年6月パチンコ・パチスロホール「ヴィーナスギャラリー・スロパラグループ」の公式イメージガール「虹色ヴィーナス」3期生として加入。2014年3月の卒業まで同グループの活動を行い、卒業後リポーター・イベントMC等のタレント活動を行う。
2014年12月31日をもって所属事務所「ジョブ・ネット」を退所「よしもとクリエイティブ・エージェンシー福岡支社」へ移籍する。
2025年7月5日、古巣のアイドルグループLinQのライブにてOGが集結し、卒業以来13年ぶりに一夜限りの参加。

## 人物・エピソード
- 趣味は「モーニング娘。」の追っかけ、「セーラームーン」、特技はクラシックバレエ、歯磨き指導(歯科助手免許取得)[3]。
- 「虹色ヴィーナス」時代のキャッチフレーズは『ゆとりが生んだみんなの妹』。
- 熊本県民テレビ「サタデココ」でのキャッチフレーズは「破天荒娘」。
- お笑いコンビ「レモンティー」山田ドゥを師匠と仰ぎ、所属事務所を山田ドゥと同じ「よしもとクリエイティブ・エージェンシー福岡支社」へ移籍する。
- 動物好きで、福岡市動植物園の年間パスポートを所有する。
- 歯を8本抜いて歯列矯正しており、師匠山田ドゥにより整形認定されているが、本人は『矯正です！』と強く否定している。
- 本人インスタグラム・ストーリーにて「快盗戦隊ルパンレンジャーVS警察戦隊パトレンジャー」の視聴ならびに「データカードダス」で遊技する様子から「スーパー戦隊シリーズ」好きだと窺える。
- 熊本での取材のときは、ほぼ前日入りし、番組スタッフに晩ご飯をねだっている。好きなお店は「まるしょう」（焼き鳥チェーン店）。
- また宿泊のときはカプセルホテルに泊まっており、ホテルの従業員扱いを受ける事もある。
- 「福岡マラソン2018」に九州朝日放送「アサデス。」リポーターとして参加[4]、運動が苦手なうえに練習で故障した膝を抱えながら目標の20kmを突破するも、20km中継地点を過ぎてすぐ制限時間でリタイアとなる。
- お笑いライブで先輩芸人のカイラと漫才をする際はテレビアニメ『美少女戦士セーラームーン』のエンディング曲「乙女のポリシー」を出囃子として使用。
- 治したくても治せない癖は大型商業施設でガチャガチャが並んでいると一つずつチェックしてしまうこと。
- よしもとに入ってからの最低月収は500円。
- 『鼻くそをほじくっては窓を開けて自宅のベランダに投げる癖があること』、『お風呂に入ったら必ずまず股から洗うこと』、『ラブホテルに行ったことがなく、彼氏の家か私の家ですること』、『半地下の物件（家賃38,000）に住んでいたが、引っ越して実家に帰ったこと』、『アンダーヘアは全剃りしている事』、『同じ福岡を拠点に活動している女性タレントの坂口カンナを少なからず意識しており、年下の坂口へは敬語を使っているが、ファンにはロクな人がいないと思っている事』、『ピアスを21歳の時彼氏とも言えない関係の男性に開けてもらった事』、『平成を最後にキスをしていない事』をゲスト出演したKBCラジオ「KBC長浜横丁 居酒屋清子」にて告白した。本人曰く「私、NGがないので」との事。
- 2020年4月21日から新型コロナウイルス感染症の流行の影響で仕事がなくなったことへ「先の見えない不安を動画に残してくことにしました。」として不定期にVlog的な動画をTwitterへ投稿している。[5]
- KBCラジオ「夕方じゃんじゃん」内で「服部さやかの花嫁修業」というコーナーで毎週1品手料理を作り、パーソナリティの中島浩二に試食させていた。開始当初は「味のない肉じゃが」など散々な出来栄えであったが、実家の母の力を借りつつ（ほぼ母に作らせていた）、料理の腕前を少しずつ磨いていた。
- 2023年3月9日(木)に放送されたRKBラジオ「カリメン」(担当パーソナリティ:井口謙) 内で、ラジオ番組「#キューパレ　服部さやかのシュンすぎ」のサンプルとして出演した際(21時29分10秒頃)、『私は初体験が23歳だった』と告白した。
- 「シュンすぎ」でも『胸のサイズはAカップ』、『1番上の兄の名前はリョウスケ、義姉の年齢はさやかの一歳上』、『リョウスケは妻と離婚に向けての話し合いを進めている事』、『ブラジャーはサーモンピンク』、『アイコス喫煙者』、『実の母がTwitter（現:X）を始めたこと』、『兄二人に囲まれて育ったため、見ず知らずの広告代理店社員であるにも関わらずカンチョーの悪戯をしてしまった事』、『LinQ時代、グループ結成後最初の卒業生（脱退ではない）であったのに、卒業セレモニーで定番の母親からの手紙を（内容が濃すぎて）読んでもらえず普通に手渡された事』、『長く実家に住んでいるため、母親から『有害物質』と評されている事』、『自宅に居るのに母親に電話で「食事はまだ？」と聞いている事』、『父親が亡くなるまで実家は金持ちだったため、15部屋ある大きな家に住んでいた事』、『バレエを習っていたが経済事情で続けられなくなり新体操に切り替えた事』、『（前述の）兄2人の3人きょうだいだと思っていたが、最近になって亡き父の連れ子で兄と姉に当たる人物が居て、実は5人きょうだいであったことを知った事』などを告白している。

## 出演番組

### テレビ番組
現在の出演番組
- アサデス。(2017年11月 - 現在、九州朝日放送)[6] - 金曜日中継リポーター
- ハカタの王様(RKB毎日放送)
- ブルーリバーの望むところだ(TVQ)
- たくなる(TVQ)

過去の出演番組
- ヴィーナスTV(2012年6月 - 2014年3月、TVQ九州放送)
- キレカワ女子部(2014年8月 - 2015年8月、TVQ九州放送)
- チラチラパンチ(番組終了、TVQ九州放送)
- みんなの青春のぞき見TV TEEN!TEEN!(2014年4月 - 2017年3月、RKB毎日放送）[7] - リポーター、服部ポリス
- サタデココ(2015年10月 - 2021年3月、熊本県民テレビ)
- あみ～ご!アビスパ(2017年4月 - 番組終了、J:COM福岡)
- あさじげZ(2021年4月 - 2022年12月、長崎国際テレビ)
- タダイマ!(2020年10月 - 時期不明、RKB毎日放送) - 水曜日

### ラジオ
現在の出演番組
- ＃キューパレ～Kyushu Night Parade～ 服部さやかのシュンすぎ（RKBラジオ、2022年10月 - ）- 金曜日

過去の出演番組
- 金曜から本気出す！(2018年7月 - 2019年6月、FMたんと)
- 夕方じゃんじゃん (2020年4月 - 2021年3月、KBCラジオ）- 月曜日、水曜日
- アサデス。ラジオ（KBCラジオ、2021年4月 - 2021年9月）- 木曜日中継リポーター